# Richard Strebinger
Richard Strebinger (* 14. Februar 1993 in Wiener Neustadt) ist ein österreichischer Fußballtorhüter.

## Karriere

### Verein

#### Anfänge in Österreich
Richard Strebinger startete seine Fußballkarriere in der Jugend des SC Piesting. Nach der Station FV Club 83 Wiener Neustadt landete Strebinger in der AKA St. Pölten. Dort spielte er in der Verbandsakademie des Niederösterreichischen Fußballverbands. Mit St. Pölten holte der Torhüter die Meisterschaft der U-15-Jugendliga Österreichs.

#### Hertha BSC
Im Sommer 2008 wechselte Strebinger von Österreich zur B-Jugend-Mannschaft von Hertha BSC. Schon früh konnte er sich bei den Berlinern durchsetzen, mit denen er in der deutschen B-Jugend-Bundesliga spielte. Zur Saison 2010/11 stieg Strebinger von der B-Jugend-Mannschaft in die eigene U-23 auf. Während er anfangs zumeist doch in der A-Jugend-Mannschaft zum Einsatz kam, spielte er ab der Mitte der Hinrunde dauerhaft in der U-23. Am 12. Dezember 2010 saß Strebinger aufgrund der Verletzungen von den Torhütern Maikel Aerts und Marco Sejna erstmals auf der Bank der Profi-Mannschaft von Hertha BSC. Später spielte Strebinger nach der Genesung der beiden Torhüter jedoch wieder bei der U-23. In der kommenden Saison blieb Strebinger weiterhin im Tor der Berliner Reserve-Mannschaft, stand jedoch nie im Kader der Profis. Mitte April wurde Richard Strebinger bei Werder Bremen ins Gespräch gebracht.

#### Werder Bremen
Am 23. Mai 2012 wurde der Transfer nach Bremen als perfekt vermeldet. Richard Strebinger unterzeichnete bei den Norddeutschen einen Vertrag bis zum 30. Juni 2014. Vorerst in der U-23 spielend, sollte Strebinger langsam an das Niveau der Bundesliga herangeführt werden. Als Nummer 3 hinter dem Stammtorhüter Sebastian Mielitz und dem Ersatzkeeper Raphael Wolf ging Strebinger in seine erste Saison bei Werder Bremen. In der U-23 spielte er als Stammtorwart in der Regionalliga Nord. Im April 2014 verlängerte Werder Bremen mit Strebinger bis Sommer 2017. In der Hinrunde der Saison 2014/15 war er zweiter Torhüter hinter Raphael Wolf. Am 7. Dezember 2014 debütierte er unter Trainer Viktor Skripnik in der Bundesliga, als er bei einer 2:5-Auswärtsniederlage gegen Eintracht Frankfurt in der 59. Spielminute beim Stand von 1:2 für den verletzten Stammkeeper Wolf eingewechselt wurde.

#### SSV Jahn Regensburg
Am 27. Jänner 2015 wechselte Strebinger bis zum Saisonende auf Leihbasis in die 3. Liga zum SSV Jahn Regensburg.

#### SK Rapid Wien
Am 26. Juni 2015 gab der SK Rapid Wien die Verpflichtung von Strebinger bekannt, nachdem Regensburg aus der 3. Liga abgestiegen war. Strebinger erhielt einen Dreijahresvertrag. Bei Rapid konnte er sich zunächst noch nicht gegen Ján Novota durchsetzen. Nach anfänglichen Startschwierigkeiten übernahm er schließlich im November 2015 den Stammplatz von Novota, den er bis zur Bestellung von Damir Canadi als Rapid-Trainer im November 2016 auch behielt. Canadi setze ab der Frühjahrssaison auf den vorherigen Dreiergoalie Tobias Knoflach. Nachdem Canadis erfolglose Amtszeit allerdings bald darauf wieder geendet hatte, übernahm Strebinger unter dem Nachfolger Goran Djuricin zur Saison 2017/18 wieder den Platz im Tor Rapids. Anfang Dezember 2017 wurde sein Vertrag vorzeitig um vier weitere Jahre bis Sommer 2022 verlängert. Seinen Platz im Tor Rapids behielt er auch, ehe der älter werdende Strebinger immer verletzungsanfälliger wurde und schließlich in der Saison 2021/22 nach einer längeren Verletzungspause zum dritten Tormann hinter Paul Gartler und Niklas Hedl degradiert wurde. Insgesamt kam Strebinger für Rapid zu 205 Pflichtspielzeiten, 155 davon in der Bundesliga.

#### Legia Warschau
Nachdem sich seine fast siebenjährige Zeit in Wien dem Ende zugeneigt hatte, wechselte Strebinger im Februar 2022 wenige Monate vor seinem Vertragsende nach Polen zum stark abstiegsbedrohten Legia Warschau, wo er einen ebenfalls bis Juni 2022 laufenden Vertrag unterschrieb. Für Legia kam er zu fünf Einsätzen in der Ekstraklasa. Nach der Saison 2021/22 verließ er Legia dann wieder.

#### SV Ried & Kapfenberg
Nach einem halben Jahr ohne Klub kehrte Strebinger dann im Februar 2023 nach Österreich zurück und wechselte zur SV Ried. Bei Ried war er aber nur dritter Tormann und kam nie zum Einsatz. Nach dem Abstieg aus der Bundesliga am Ende der Spielzeit 2022/23 verließ er Ried wieder. Anschließend wechselte er zur Saison 2023/24 zum Zweitligisten Kapfenberger SV, bei dem er einen bis 2025 laufenden Vertrag erhielt.

### Nationalmannschaft
Strebinger gab sein Debüt in der U-17-Nationalmannschaft Österreichs am 19. März 2010 im Freundschaftsspiel gegen die finnische U-17-Nationalmannschaft, als er bei einem 3:3-Unentschieden 90 Minuten lang im Tor stand. Am 1. September 2010 spielte Strebinger erstmals für die U-18-Auswahl Österreichs. Gegner war damals die slowenische U-18-Nationalmannschaft bei einem Endstand von 4:2 für die Österreicher. Nicht ein Jahr später feierte der Torhüter am 18. Mai 2011 seinen Einstand in der österreichischen U-19-Nationalmannschaft gegen die deutsche U-18-Nationalmannschaft bei einer 0:1-Niederlage in einem Freundschaftsspiel. Am 7. September 2012 wurde Strebinger erstmals in die österreichische U-21-Nationalmannschaft berufen, kam jedoch bei der 1:4-Niederlage gegen die niederländische U-21-Nationalmannschaft nicht zum Einsatz. Beim 3:1-Sieg gegen die ungarische U-21-Nationalmannschaft konnte er am 15. Oktober 2012 sein Debüt geben.
Im Mai 2018 wurde er erstmals in den Kader der A-Nationalmannschaft berufen. Im Oktober 2018 debütierte er für diese, als er in einem Testspiel gegen Dänemark in der Startelf stand.